# 551 v. Chr.
Portal Geschichte | Portal Biografien | Aktuelle Ereignisse | Jahreskalender | Tagesartikel

◄ |
7. Jahrhundert v. Chr. |
6. Jahrhundert v. Chr. |
5. Jahrhundert v. Chr. |
►

◄ | 570er v. Chr. | 560er v. Chr. | 550er v. Chr. | 540er v. Chr. |
530er v. Chr. |
►

◄◄ | ◄ | 554 v. Chr. | 553 v. Chr. | 552 v. Chr. | 551 v. Chr. |
550 v. Chr. |
549 v. Chr. |
548 v. Chr. |
► |
►►

## Ereignisse
- Im babylonischen Kalender fällt das babylonische Neujahr des 1. Nisannu auf den 8.–9. April[1]; der Vollmond im Nisannu auf den 22.–23. April[1] und der 1. Tašritu auf den 2.–3. Oktober[1].[2]

## Geboren

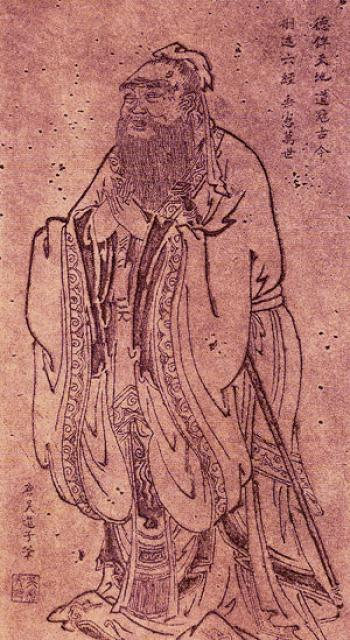
Konfuzius, traditionelle Darstellung aus der Tang-Dynastie

- um 551 v. Chr.: Konfuzius, chinesischer Philosoph und Staatsmann († 479 v. Chr.)